# Amicus Productions
Amicus (lateinisch Freund) war eine britische Filmproduktionsfirma, die Anfang der 1960er Jahre von den beiden US-amerikanischen Produzenten und Drehbuchautoren Milton Subotsky (1921–1991) und Max J. Rosenberg (1914–2004) gegründet wurde und ihren Hauptsitz in den Shepperton Studios, Middlesex, Vereinigtes Königreich hatte. Nachdem Subotsky 1975 die Firma verlassen hatte, wurde der Produktionsbetrieb, bis auf einige noch fertig zu stellende Filme, eingestellt.
Die erste Produktion der Gesellschaft war der Schwarzweiß-Horrorfilm Stadt der Toten (1960) mit Christopher Lee in der Hauptrolle, allerdings noch unter dem Firmennamen Vulcan Films herausgebracht. Die ersten offiziellen Amicus-Produktionen waren zwei Musikkomödien – die erste, Twen-Hitparade von 1962, war zugleich auch das Regiedebüt von Richard Lester. Zu seinem eigenen, speziellen Stil fand man bei Amicus dann 1964 mit dem in Farbe gedrehten Episodenfilm Die Todeskarten des Dr. Schreck.
Typisch für Amicus waren Horror-Episodenfilme, sozusagen die Markenzeichen von Milton Subotsky, der oft auch die Drehbücher beisteuerte. Mehrere kurze Episoden sind hierbei durch eine übergeordnete Rahmenhandlung, inklusive Erzähler, miteinander verbunden. Außerdem produzierte Amicus einige Science-Fiction-Filme, darunter Romanadaptionen von Edgar Rice Burroughs und zwei Filme, die auf der damals neuen Fernsehserie Doctor Who basierten (Dr. Who und die Daleks und Die Invasion der Daleks auf der Erde 2150 n. Chr.). Diese wurden bereits in Technicolor gefilmt, als die Serie selbst noch in Schwarzweiß lief.
Amicus galt in den 1960er und 1970er Jahren als Konkurrenzfirma zu den wesentlich bekannteren Hammer-Studios. Noch heute werden einige Amicus-Filme fälschlicherweise mit Hammer-Filmen verwechselt. Gründe hierfür sind ein ähnlicher visueller Stil der Filme und die oft ähnliche Wahl der Hauptakteure (beispielsweise Peter Cushing oder Christopher Lee) sowie der Regisseure (etwa Freddie Francis und Roy Ward Baker). Im Gegensatz zu den historischen Horrorfilmen von Hammer spielen Amicus-Filme jedoch meist in der Gegenwart, Ausnahmen sind lediglich I, Monster (1971) und Embryo des Bösen (1973).
Die letzte offizielle Amicus-Produktion war Caprona 2. Teil von 1977. Bereits 1975 hatte Milton Subotsky sich von der Firma getrennt, er produzierte jedoch unabhängig einige weitere Filme im Amicus-Stil, darunter die Horrorepisodenfilme Das Unheimliche (1977) und Monster Club (1980). 2006 erwarb der Produzent Robert A. Katz die Markenrechte an Amicus mit dem Ziel, die Produktionsgesellschaft mit einer neuen Serie von Horrorfilmen wieder aufleben zu lassen, es blieb jedoch bei lediglich zwei Filmen, die unter dem Label Amicus Entertainment herausgebracht wurden: Stuck (2007), in der Regie von Stuart Gordon, der von der Kritik recht gut aufgenommen wurde, sowie It's Alive (2009), ein Remake von Die Wiege des Bösen, der allgemein als sehr schwach bewertet wurde.
Anchor Bay Entertainment veröffentlichte 2003 eine Fünf-DVD-Box mit Amicus-Filmen in einem sargförmigen Behälter.
2023 wurde bekannt gegeben, Amicus wiederzubeleben mit der Produktion eines neuen Films, In the Grip of Terror. Die Neugründer Lawrie Brewster, Sarah Daly und Megan Tremethick werden dabei unterstützt von Milton Subotskys Familie.

## Filmografie
- 1960: Stadt der Toten (The City of the Dead)
- 1962: Twen-Hitparade (It's Trad, Dad!)
- 1963: Just for Fun
- 1964: Die Todeskarten des Dr. Schreck (Dr. Terror's House of Horrors)
- 1965: Der Schädel des Marquis de Sade (The Skull)
- 1965: Dr. Who und die Daleks (Dr. Who and the Daleks)
- 1966: Der Puppenmörder (The Psychopath)
- 1966: Dr. Who – Die Invasion der Daleks auf der Erde 2150 n. Chr. (Daleks: Invasion earth 2150 A.D.)
- 1967: The Terrornauts
- 1967: Sie kamen von jenseits des Weltraums (They Came from Beyond Space)
- 1967: Die tödlichen Bienen (The Deadly Bees)
- 1967: Der Foltergarten des Dr. Diabolo (Torture Garden)
- 1968: Ratten im Secret Service (Danger Route)
- 1969: Ein Hauch von Liebe (A Touch of Love)
- 1969: Die lebenden Leichen des Dr. Mabuse (Scream and Scream Again)
- 1970: Das zweite Leben des Mr. Soames (The Mind of Mr Soames)
- 1970: Totentanz der Vampire (The House That Dripped Blood)
- 1971: I, Monster
- 1972: Geschichten aus der Gruft (Tales from the Crypt)
- 1972: What Became of Jack and Jill?
- 1972: Asylum (Asylum)
- 1973: In der Schlinge des Teufels (In the Vault of Horror)
- 1973: Embryo des Bösen (And Now the Screaming Starts!)
- 1974: Das Schreckenshaus des Dr. Death (Madhouse)
- 1974: Tür ins Jenseits (From Beyond the Grave)
- 1974: Mondblut (The Beast Must Die)
- 1975: Caprona – Das vergessene Land (The Land That Time Forgot)
- 1976: Der sechste Kontinent (At the Earth's Core)
- 1977: Caprona 2. Teil (The People That Time Forgot)

Unabhängig von Amicus von Milton Subotsky produzierte Filme:
- 1977: Das Unheimliche (The Uncanny)
- 1978: Dominique (Dominique)
- 1980: Monster Club (The Monster Club)

Amicus-Produktionen nach der Neuübernahme durch Robert Katz:
- 2007: Stuck (Stuck)
- 2009: It's Alive